# كاثرين موسبرغر
كاثرين موسبرغر (بالألمانية: Catherine Meusburger) (و. 1978 – م) هي رياضياتية، وفيزيائية، وأستاذة جامعية من النمسا .

## مناصب وهيئات
أدارت جامعة إرلنجن نورنبيرغ.